# Procopius aeneolus
Procopius aeneolus is een spinnensoort uit de familie van de loopspinnen (Corinnidae).
De wetenschappelijke naam van de soort werd in 1903 gepubliceerd door Eugène Simon.